# حسين آباد هارم (مقاطعة فسا)
حسين‌آباد هارم (بالفارسية: حسین‌آباد هارم) هي قرية تقع في قسم كوشك قاضي الريفي في إيران. يقدر عدد سكانها بـ 108 نسمة .